# Џоселин Лагард
Џоселин Лагард (фр. Jocelyne LaGarde; 1924 — 12. септембар 1979) је била аутохтона глумица позната по улози у филму Хаваји 1966. за коју је номинована за Оскара за најбољу глумицу у споредној улози.

## Биографија
Рођена је 1924. године у Папетеу. Филм Хаваји, жанр драма, је заснован на истоименом бестселеру о мисионарима из 19. века који су донели хришћанство староседеоцима острва. Лагард је била Полинезијка која је сценаристима одговарала физичким особинама замишљеног лика у филму. Иако никада раније није глумила и није говорила енглески језик (говорила је течно тахићански и француски језик), Волтер Мириш ју је унајмио и добила је тренера који ју је фонетски обучио да води дијалог свог лика.
Академија филмских уметности и наука ју је номиновала за Оскара за најбољу глумицу у споредној улози, што је чини једином глумицом у филму која је тако номинована. Била је прва домородачка особа икада номинована за Оскара. До данас је једина глумица икада номинована за Оскара за своје једино појављивање у филму. Удружење холивудских страних новинара ју је изгласало за добитницу Златног глобуса за најбољу споредну глумицу у играном филму 1966. Хаваји су били једина Лагардова глумачка улога. Преминула је 12. септембра 1979. у свом дому у Папетеу.